# Jafar Panahi

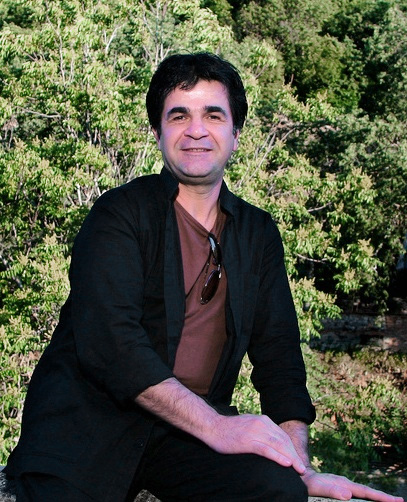
Jafar Panahi på Cines del Sur 2007.

Jafar Panahi (persiska: جعفر پناهی), född 11 juli 1960 i Mianeh i Östazarbaijan, är en iransk filmskapare. Han har vunnit ett antal internationella filmpriser, bland annat Guldkameran vid Filmfestivalen i Cannes 1995 för Den vita ballongen, Guldlejonet vid Venedigs filmfestival 2000 för filmen Dayereh, Silverbjörnen vid Berlins filmfestival 2006 för filmen Kvinnor offside och Guldpalmen för It Was Just an Accident 2025.
I juli 2009 greps Panahi under oroligheterna efter det iranska valet 2009, anklagad för att ha spridit propaganda mot regimen. Han släpptes senare, men hans pass beslagtogs och han förbjöds lämna landet. I februari 2010 nekades han att resa till den 60:e filmfestivalen i Berlin för att delta i en paneldiskussion om iransk film.
Den 1 mars 2010 greps Panahi återigen. En mängd internationella filmskapare, filmkritiker och andra digniteter fördömde gripandet, och krävde i ett upprop att han skulle släppas. Bland de som skrivit under uppropet syns Hollywood-stjärnor som Martin Scorsese, Steven Spielberg, Francis Ford Coppola och Juliette Binoche. Den 20 december 2010 dömdes Jafar Panahi emellertid till sex års fängelse och förbjöds göra filmer, ge intervjuer eller lämna landet under 20 år.
2012 erhöll han Sacharovpriset för tankefrihet. För sin film Se rokh vann han manuspriset vid filmfestivalen i Cannes 2018. År 2025 tilldelades han Guldpalmen vid Filmfestivalen i Cannes för sin film It Was Just an Accident.

## Filmografi (regi)
- 1988 – Yarali bashlar
- 1991 – Kish
- 1992 – Doust
- 1992 – Akharin emtehan
- 1995 – Den vita ballongen (Badkonake sefid)
- 1997 – Ardekoul
- 2000 – Cirkeln (Dayereh)
- 2003 – Rött guld (Talaye sorkh)
- 2006 – Kvinnor offside (Offside)
- 2013 – Pardé (Pardé)
- 2015 – Taxi Teheran (Taxi)
- 2018 – Se rokh
- 2025 – It Was Just an Accident

## Priser och utmärkelser
- Caméra d'Or, för Den vita ballongen,  1995
- Guldleoparden, för The Mirror,  1997
- Guldlejonet, för Cirkeln,  2000
- Un certain regard, för Rött guld,  2003
- Silverbjörnen, för Kvinnor offside,  2006
- Carrosse d'or,  2011
- Sacharovpriset för tankefrihet,  12 december 2012[5]
- Silverbjörnen för bästa manus, för Closed Curtain,  2013
- Hedersdoktor vid Strasbourgs universitet,  2013[6]
- Priset för medias frihet och framtid,  2015
- Guldbjörnen, för Taxi Teheran,  2015
- Bästa manus vid filmfestivalen i Cannes, för 3 kvinnor,  2018
- Guldpalmen, för It Was Just an Accident,  24 maj 2025[7]

[Redigera Wikidata]